# Cerkiew św. Katarzyny w Võru
Cerkiew św. Katarzyny (est. Võru Suurkannataja Ekaterina kirik) – prawosławna parafialna cerkiew w Võru, w jurysdykcji eparchii Tartu Estońskiego Apostolskiego Kościoła Prawosławnego. Obiekt wpisany do rejestru zabytków Estonii. 

## Historia
Budowę cerkwi rozpoczęto w 1793 r. Autorem projektu budynku był najprawdopodobniej Schons, architekt guberni inflanckiej. Gotową budowlę konsekrował 6 listopada 1804 r. archimandryta Benedykt przybyły z Rygi. Na potrzeby nowo erygowanej parafii władze rosyjskie przekazały 248 ha ziemi, zwierzęta i inwentarz, a także zezwoliły proboszczowi na łowienie ryb w jeziorach Tamula i Vagula. Większość tych gruntów zostało wywłaszczonych w 1922 r., zaś pozostałą część znacjonalizowano w pierwszych latach istnienia Estońskiej SRR. Budynek był remontowany w latach 70. XX w. W nabożeństwie w cerkwi może równocześnie brać udział 1000 osób.
Cerkiew należy do parafii Estońskiego Apostolskiego Kościoła Prawosławnego. Nabożeństwa w świątyni odbywają się w językach estońskim i cerkiewnosłowiańskim.

## Architektura
Cerkiew reprezentuje styl klasycystyczny. Została wzniesiona na planie krzyża łacińskiego. Częścią elewacji frontowej świątyni jest masywna dzwonnica zwieńczona iglicą. Na dzwonnicy cerkiewnej znajdują się dwa duże dzwony i dwa mniejsze. Okna w świątyni są półkoliste, z ozdobnymi obramowaniami. Ponad nawą znajduje się kopuła usadowiona na bębnie, zwieńczona latarnią i hełmem. Cerkiew malowana jest na kolor ochry, z białymi detalami. W świątyni znajduje się XIX-wieczny neobarokowy ikonostas.